# Synidotea keablei
Synidotea keablei är en kräftdjursart som beskrevs av Gary C.B. Poore och Lew Ton 1993. Synidotea keablei ingår i släktet Synidotea och familjen tånglöss. Inga underarter finns listade i Catalogue of Life.